# 블라이스밭쥐
블라이스밭쥐(Phaiomys leucurus)는 비단털쥐과에 속하는 설치류의 일종이다. 블라이스밭쥐속(Phaiomys)의 유일종이다. 인도 북부와 네팔 그리고 중국의 산악 지역에서 발견된다. 굴을 파는 설치류이며, 작은 집단을 형성하여 생활한다. 널리 분포하고 특별한 위협 요인이 없기 때문에 국제 자연 보전 연맹(IUCN)이 보전 상태를 "관심대상종"으로 지정하고 있다.